# Mustafa Korkmaz
Mustafa Korkmaz (Bremen, 18 januari 1988) is een Nederlands rolstoelbasketballer en speler van het Nederlands mannen rolstoelbasketbalteam. Hij speelt op de guard positie (spelverdeler). Hij maakt deel uit van de selectie voor het EK 2010 in Brno (Tsjechië). Hij speelt in de Duitse Bundesliga bij ASV Bonn. Mustafa is ambassadeur van de Esther Vergeer Foundation.